# Atari Panther
L'Atari Panther è stato un progetto di console 16 Bit Sviluppato da Atari Corporation, come successore dell'Atari 7800 e dell'Atari XEGS.
È stato sviluppato dallo stesso ex team di Sinclair, Flare Technology, che in precedenza era responsabile per Flare One e Konix Multisystem. È stato progettato per essere una combinazione tra l'hardware video dell'Atari ST e Atari Transputer Workstation.
Lo sviluppo della console è iniziato nel 1989 insieme al progetto Jaguar a 32 bit. Il Panther, grazie alla caratteristica di condividere gran parte dell'hardware con ST e ATW, sarebbe dovuto uscire verso la fine del 1990 dopo una fase di progettazione molto veloce, competendo direttamente con il Sega Mega Drive ed il NEC TurboGrafx-16. Tuttavia Atari abbandonò il progetto a causa dei problemi riscontrati nello sviluppo e della concorrenza semplicemente troppo agguerrita per una società che, dopo gli insuccessi del 7800 e di XEGS, di certo non godeva più né della stessa fama né delle stesse sinergie del passato.
Fatte queste constatazioni, Jack Tramiel preferì destinare tutti i fondi sull'avvenieristico progetto Jaguar, con la volontà di anticipare la concorrenza nella futura console war di quinta generazione; e sul supporto al Lynx. Atari rinunciò dunque al treno delle console casalinghe di quarta generazione, preparandosi invece per il futuro e, più in particolare, alle tecnologie 3D. Alla fine il Jaguar, distribuito nel 1993 e legato in modo più o meno diretto al Panther, si rivelò un insuccesso sancendo l'abbandono di Atari al mondo delle console.

## Hardware
Il sistema dispone di tre chip, costituiti da un Motorola 68000 in esecuzione a 16 MHz, un "object processor" chiamato Panther e un processore audio Ensoniq chiamato Otis, con 32 canali audio (presumibilmente un ES5505). Il Panther non fu mai prodotto poiché il design fu eclissato da quello della Jaguar.

## Giochi
Sono stati pianificati tre giochi per l'uscita della Panther:
- Cybermorph
- Trevor McFur in the Crescent Galaxy
- Raiden

Tutti i suddetti giochi furono in seguito riscritti per l'Atari Jaguar alla morte del Panther.